# 西山街道 (乌鲁木齐市)
西山街道，是中华人民共和国新疆维吾尔自治区乌鲁木齐市沙依巴克区下辖的一个乡镇级行政单位。

## 行政区划
西山街道下辖以下地区：
新标社区、骑马山社区、马料地街南社区、永康一巷东社区、永乐一巷社区、永平巷社区、马料地街西社区、西山东街北社区和平川路社区。